# Не озирайся і мовчи
«Не озирайся і мовчи» — містичний роман з елементами жахів і техно українського письменника Макса Кідрука. Друком роман вийшов 2017 року у видавництві «Клуб сімейного дозвілля».
Твір зачіпає проблему спілкування між батьками та дітьми, дитячої жорстокості та підліткового бажання втечі від реальності. За словами автора, за стилістикою роман є логічним продовженням традиції закладеної в попередніх його творах «Жорстоке небо» та «Зазирни у мої сни».
Події роману розгортаються довкола чотирнадцятирічного юнака на ім'я Марк, який у своїй школі є об'єктом постійних цькувань і знущань. Знайомство хлопчака з дівчиною Сонею приводить його до місця, що зупинилось у часі, де той може сховатись від своїх життєвих негараздів, однак ця місцина є осередком набагато страшніших речей.

## Сюжет
Восьмикласник Марк Грозан живе з батьками та дідом Арсеном у Рівному. Коли підряд в його присутності вчиняють самогубство однокласники Антон та Юля, Марка починають побоюватись школярі, а то й глузувати, що він причетний до смертей. Хлопець захоплюється астрономією і дід дарує йому телескоп. Вночі Марк виходить на дах свого будинку поспостерігати за зорями та зустрічає там же дівчину Соню з паралельного класу. Вони балакають, але Соню відштовхує Маркова начитаність, якою той повсякчас хоче похизуватись.
За кілька днів Марк знову бачиться з Сонею і вона розповідає, що Юля наклала на себе руки через хлопця Артема на прізвисько Центнер. Як кажуть, через те, що Юля відмовила Артему в сексі, після чого той почав зустрічатися з іншою дівчиною, Нікою. На ґрунті таємниці самогубства Юлі, Марк сперечається з Сонею про можливість науки дати відповіді на всі питання. Соня пропонує показати Маркові те, чого наука пояснити не в змозі — паралельний світ. Дівчина розповідає, що з допомогою ліфта в їхньому будинку можна потрапити в інший світ, якщо переміщуватися між поверхами за схемою 1—4—2—6—2—8—2—10—5. При цьому є умови: повинен їхати лише один пасажир; ніхто сторонній не повинен заходити в ліфт; у тому світі можна зустріти мертву дівчинку, в жодному разі не можна озиратися до неї чи щось казати. Марк не вірить, вважаючи це міською легендою, проте стає свідком того як Соня їде за згаданою схемою і зникає на 5-му поверсі. Після розмови з дідом про паралельні світи Марк наважується дослідити таємниче місце. Вони влаштовують експеримент аби перевірити чи може ліфт рухатися без пасажира і це наштовхує на висновок, що Соня справді заходила в кабіну й таємничим чином зникла з неї.
Ніка пропонує Марку піти в кіно, проте вона без попередження приходить з подругами. Ображений Марк віддає квитки їм, а сам блукає містом. Потім він дізнається з соцмереж, що дівчата провели час з якимись хлопцями, тож Ніка нічого не відчуває до нього. Марк повторює схему поїздки на ліфті та на свій подив виходить в іншому будинку, старому й оточеному безлюдними пагорбами. Збентежений, він скоро повертається та розпитує про той світ у Соні. Вони домовляються зустрітись там.
Марк із Сонею приходять до іншого світу, де Соня розповідає як дізналась про нього. Її родина першою вселилася до новобудови і тоді Соня почула як рухається ліфт. З нього вийшла дивна жінка, котра розповіла про прихований поверх і як туди потрапити. Вона ж подарувала їй браслет. Однак батько, побачивши прикрасу, вирішив, що Соня його вкрала й побив дочку. Соня ненавидить батька, що б'є її та дружину, тому вже 5 років ходить сюди побути на самоті. Також вона каже, що батько домагався до неї. Соня зауважує як бачила мертву дівчинку в дзеркалі, тому істота її не зачепила.
Хлопець знаходить в паралельному світі газету 1975 року і намагається за нею з'ясувати що це за місце. Він показує фото тамтешнього будинку дідові, шукає архівні матеріали в бібліотеці та встановлює, що це будинок, який стояв на місці новобудови, де він тепер живе. Марк вірить, що зможе розшукати когось із жителів того будинку й виходить на слід фотографа — Соломію Соль. Розуміючи, що Соломія навряд чи досі жива, Марк шукає її онуку Софію Соль. Крім того, він зауважує, що в паралельному світі час застиг: там завжди та сама пора року й час доби, немає жодних тварин. Хлопець вирішує дізнатись що буде, коли туди пронести рослини й тварин.
Марк майструє наочне доведення теореми Піфагора, але клас того дня вирішує втекти з геометрії. Марк відмовляється, за що Артем сильно б'є його, Марк в результаті опиняється в лікарні та не бажає повертатися в школу. Видужавши, він купує овочі та хом'яка, котрих проносить до паралельного світу. Вони приживаються там, але крім того Марк помічає борсука — він впізнає в тварині саме того борсука, котрого колись збив на авто його батько. Соня зізнається, що знає про цю властивість — якщо надто часто відвідувати паралельний світ, то там з'являються ті тварини чи люди, котрих відвідувачі могли колись врятувати, але не зуміли чи не захотіли. Так зокрема сталося з кошеням, яке викинув з вікна її батько. Проте, в паралельному світі з'явилося не точно воно, а тільки подоба, наче заморожена в часі.
Шукаючи Софію Соль, Марк довідується, що вона вчилася в його школі. Він розпитує про Софію у вчительки, котра неохоче розповідає, що та померла в юному віці. Крім того Софія була дивною, вона казала, що її відвідує померла мати. Коли Марк із Сонею вкотре зустрічаються в паралельному світі, їх переслідує мертва дівчинка. Соня вирушає додому першою, а дід Арсен, підозрюючи щось, саме іде їх шукати. Нажахана Соня приводить його до ліфта, в якому вони знаходять побитого й наляканого Марка. Хлопець не зізнається діду що сталось, а Соні потім розповідає як мертва дівчинка напала на нього.
Згодом Сонин батько сильно б'є її матір і дівчина тікає з дому. Соня з Марком замислюють покарати його, закинувши до паралельного світу. Коли той лежить п'яний, підлітки переносять його в ліфт і викидають по той бік. Обоє вирішують ніколи більше не повертатися в той світ.
Марк продовжує шукати інформацію про жителів будинку та знаходить телефон батька Софії, Семена. Він назначає зустріч і Семен розкриває йому, що знає про паралельний світ. Семен запевнив себе, що то були сни, але тепер упевнено розповідає про ті події. Чоловік Соломії, Яків, був фізиком-теоретиком. У 60-і він виконав власних розв'язок рівнянь Ейнштейна, з яких слідувало, що час може бути статичним у таких собі «бульбашках» простору. Такі аномалії мікроскопічні, проте їх можна було штучно розширити. Минуле, сучасне та майбутнє там умовні, тому можуть перетинатися; фізичні процеси відбуваються, однак обмежено. Якось Соломія виявила в підвалі, де знаходилась її фотолабораторія, дивні відблиски, з яких зрозуміла, що така «бульбашка» розширюється в будинку. Коли її дочка Анна померла, Соломія зустріла її в аномалії й почала приводити до Софії та Семена. Втім, час для небіжчиці не плинув так, як поза аномалією, вона не мала свідомості та не могла говорити. Марк розуміє, що Соломія сховала тіло онуки в «бульбашці» аби зберегти її там, після чого регулярно відвідувала те місце, щоб «бульбашка» не згорнулася. Він уточнює коли померла Соломія та усвідомлює, що це вона відвідувала Соню — вже будучи мертвою. Так чином, Соломія зберегла себе в «бульбашці», створила схему руху ліфта, щоб туди не потрапляли сторонні, а Соню навчила як обходити захист. Завдяки її регулярним відвідуванням «бульбашка» трималася всі 5 років. Хлопець підозрює, що такі ж аномалії існують ще багато де по світу. Він бреше Семену, сказавши, що «бульбашка» вже зникла, аби віднадити його від бажання потрапити всередину.
Розповідь Семена спонукає Марка прийти до паралельного світу ще раз. Він проходить у «бульбашку», де зустрічає мертву, напіврозкладену Софію, збережену в статичному часі. Вона заходить до ліфта і Марк дивиться їй в очі. Хлопець утім доїжджає назад і померла не переслідує його. Аномалія згортається. Та наступного дня, коли він заходить до ліфта, кабіна їде вниз і опиняється в темному підземеллі. Перед Марком з'являється небіжчиця та кладе йому руку на плече.
Батьки та дід марно розшукують Марка, він зникає безвісти. За пів року батьки переїжджають до Львова і в них народжується другий син. Звинувачуючи Артема в зникненні, Марків батько знаходить його, зв'язує та везе в ліс, де жорстоко б'є. Той повідомляє в поліцію, та чоловік заздалегідь подбав про алібі. Періодично від анонімно надсилає Артему його фото з лісу, щоб хуліган не мав більше спокою. Дід Арсен лишається в Рівному та вірить, що Марк живий. Він бере за звичку щоранку проходитись містом, сподіваючись зустріти онука, але ця зустріч так і не настає.

## Презентація
В рамках презентації книги було проведено «Тур 100 міст НОІМ», презентаційний тур наприкінці 2017-го року, що пройшов у 100 містах України, в 22 областях та столиці. Тур розпочався в Києві 27 вересня та закінчився 15 грудня в Кременці.

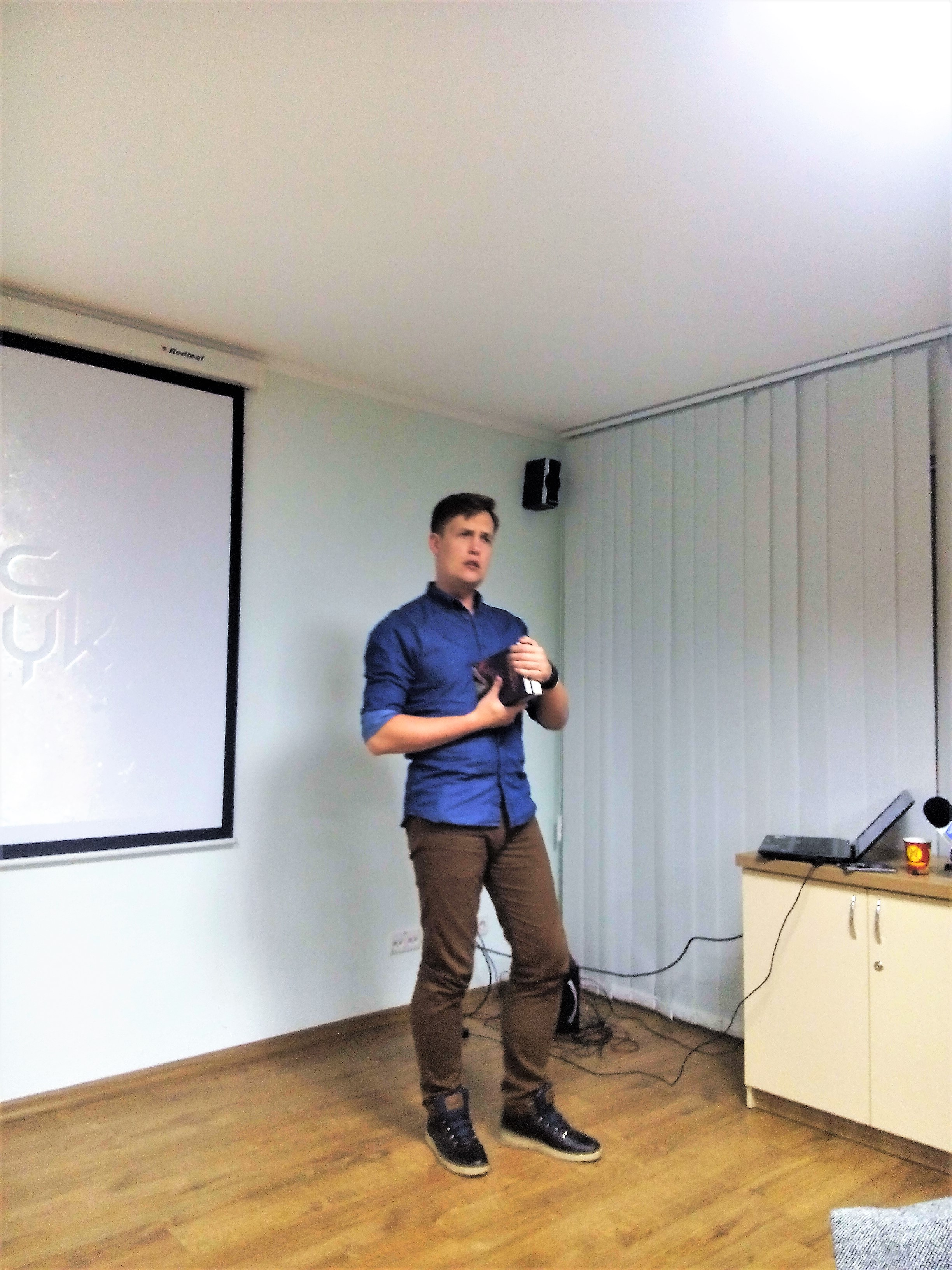
Макс Кідрук на презентації книги "Не озирайся і мовчи" у Чернігові 19 жовтня 2017 року
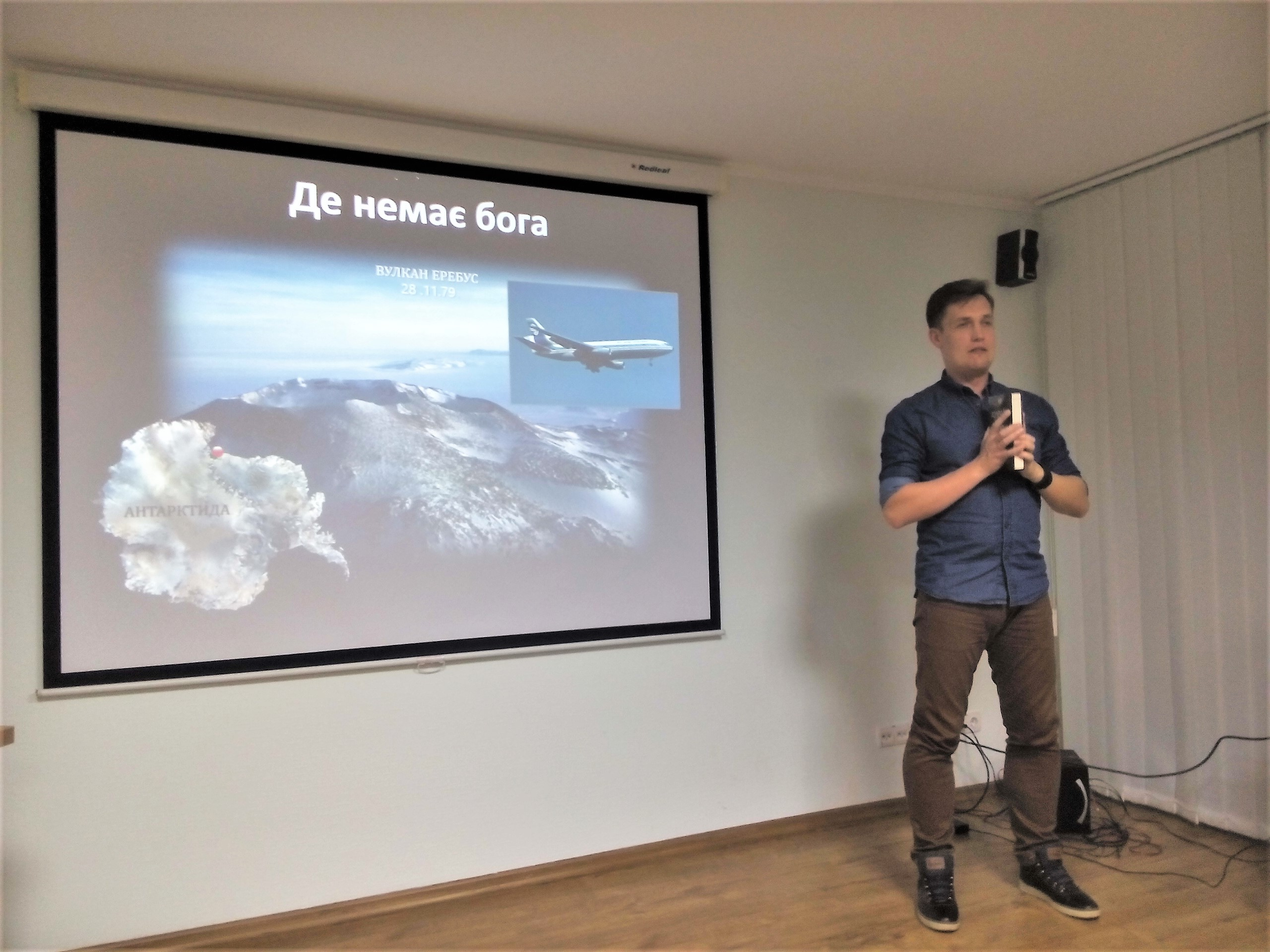
Анонс книги "Де немає бога"

## Цікавинки
- В сюжеті роману важливу роль грає комбінація 1—4—2—6—2—8—2—10—5. Це послідовність руху між поверхами в ліфті багатоповерхівки на вулиці Квітки-Основ'яненка (Рівне). Проте найвища будівля на цій вулиці дев'ятиповерхівка. Ця послідовність побіжно фігурує також в іншому романі «Доки світло не згасне назавжди».
- Дід Арсен згадує події роману «Зазирни у мої сни».
- Марк Грозан — головний герой роману в подальшому з'являється як другорядний персонаж в «Доки світло не згасне назавжди».[6]
- В додатку створеному для книг Кідрука є чат-бот, де можна поспілкуватися з Марком в онлайні.[6]